# 35734 Dilithium
1999 GT9 (asteroide 35734) é um asteroide da cintura principal. Possui uma excentricidade de 0.15668240 e uma inclinação de 6.01194º.
Este asteroide foi descoberto no dia 14 de abril de 1999 por Roy A. Tucker em Goodricke-Pigott.